# Радио и телевидение Косова
Радио и телевидение Косова (серб. Радио-телевизија Косова, алб. Radio Televizioni i Kosovës) — вещательная организация на территории Косова и Метохии.

## История
В 1945 года было создано Радио Приштины, запустившее одноимённую радиостанцию (в 2000-2010-х гг. переименованная в Радио Косово 1). В 1974 году Радио Приштина запустила телеканал Телевидение Приштины став Радио и телевидение Приштины. 
В 1991 году Радио и телевидение Приштина, Радио и телевидение Белграда и Радио и телевидение Нови-Сада были объединены в Радио и телевидение Сербии, Телевидение Приштины было переименован в РТС Приштина. 
Радио и телевидения Косова было основано 10 июня 1999 по предложению Миссии ООН в Косове (УНМИК) и ОБСЕ, став передавать на частоте «РТС Приштина» телепрограмму «РТК», на частоте «Радио Приштина» - «Радио Косова». В 2000 году РТК запустила радиостанцию Radio Blue Sky (позже переименованная в Радио Косово 2), вещающую на сербском и других языках, в 2013 году РТК запустила телеканал РТК 2, вещающий на сербском и других языках, телеканал РТК был переименован в РТК 1. В 2014 году РТК запустило - телеканалы РТК 3 и РТК 4. Деятельность телерадиокомпании подтверждена регулятивом УНМИК 2001-2013 годов.

## Телеканалы и радиостанции
В распоряжении радио и телевидения Косова есть три канала. Также есть две радиостанции, входящие в медиахолдинг.

### Основные телеканалы
- РТК 1

Доступен через эфирное, кабельное и спутниковое телевидение.

### Международные телеканалы
- РТК Сат

### Специализированные телеканалы
- РТК 2
- РТК 3
- РТК 4

### Основные радиостанции
- Радио Косова
- Radio Blue Sky

Доступны через эфирное радиовещание (аналоговое на УКВ (УКВ CCIR), Радио Косова также на СВ).